# ديفيد باركر (لاعب كرة قدم)
ديفيد باركر (بالإنجليزية: David Parker)‏ هو مدرب كرة قدم ولاعب كرة قدم بريطاني، ولد في 27 أبريل 1984 في Sutton Coldfield ‏ في المملكة المتحدة. لعب مع Birmingham City W.F.C. ‏.